# Steeven Willems
Steeven Willems, né le 31 août 1990 à Seclin, est un footballeur français occupant le poste de défenseur,reconverti en entraîneur. Il est actuellement entraîneur adjoint au Sporting de Charleroi

## Biographie
Steeven Willems est formé à l'En Avant de Guingamp puis au Lille OSC.
En 2013, il signe son premier contrat professionnel en étant transféré gratuitement au club belge du Sporting Charleroi.